# Hochosterwitz (Gemeinde Sankt Georgen am Längsee)
Hochosterwitz ist eine Ortschaft in der Gemeinde St. Georgen am Längsee im Bezirk Sankt Veit an der Glan in Kärnten (Österreich). Die Ortschaft hat 18 Einwohner (Stand 1. Jänner 2024). Sie liegt auf dem Gebiet der Katastralgemeinde Osterwitz.

## Lage
Die Ortschaft liegt rund um die gleichnamige Burg, inmitten der Gemeinde Sankt Georgen am Längsee, südlich von Launsdorf und nördlich von Sankt Sebastian, am Südrand der Launsdorfer Senke. Zur Ortschaft gehören die Burg Hochosterwitz (Haus Nr. 1), der 1559 errichtete Meierhof (Nr. 2), der als Gasthof geführte Hof Tatzer (Nr. 4), der Stauderer-Hof (Nr. 6), der Raabbauer-Hof (Nr. 7), zwei ehemalige Mühlen und einige weitere Gebäude westlich und südlich des Burghügels.

## Geschichte
Die Geschichte des Orts wurde geprägt von der Geschichte der gleichnamigen Burg. 
Auf dem Gebiet der Steuergemeinde Osterwitz liegend, gehörte der Ort in der ersten Hälfte des 19. Jahrhunderts zum Steuerbezirk Osterwitz. Seit Gründung der Ortsgemeinden im Zuge der Reformen nach der Revolution 1848/49 gehört Hochosterwitz zur Gemeinde Sankt Georgen am Längsee.

## Bevölkerungsentwicklung
Für die Ortschaft zählte man folgende Einwohnerzahlen:
- 1869: 13 Häuser, 78 Einwohner[2]
- 1880: 14 Häuser, 94 Einwohner[3]
- 1890: 12 Häuser, 97 Einwohner[4]
- 1900: 11 Häuser, 93 Einwohner[5]
- 1910: 10 Häuser, 99 Einwohner[6]
- 1923: 11 Häuser, 91 Einwohner[7]
- 1934: 59 Einwohner[8]
- 1961: 12 Häuser, 84 Einwohner[9]
- 2001: 14 Gebäude (davon 12 mit Hauptwohnsitz) mit 15 Wohnungen; 34 Einwohner und 0 Nebenwohnsitzfälle; 16 Haushalte; 0 Arbeitsstätten, 5 land- und forstwirtschaftliche Betriebe[10]
- 2011: 12 Gebäude, 23 Einwohner, 8 Haushalte, 4 Arbeitsstätten[11]
- 2021: 12 Gebäude, 22 Einwohner, 11 Haushalte, 7 Arbeitsstätten[12]

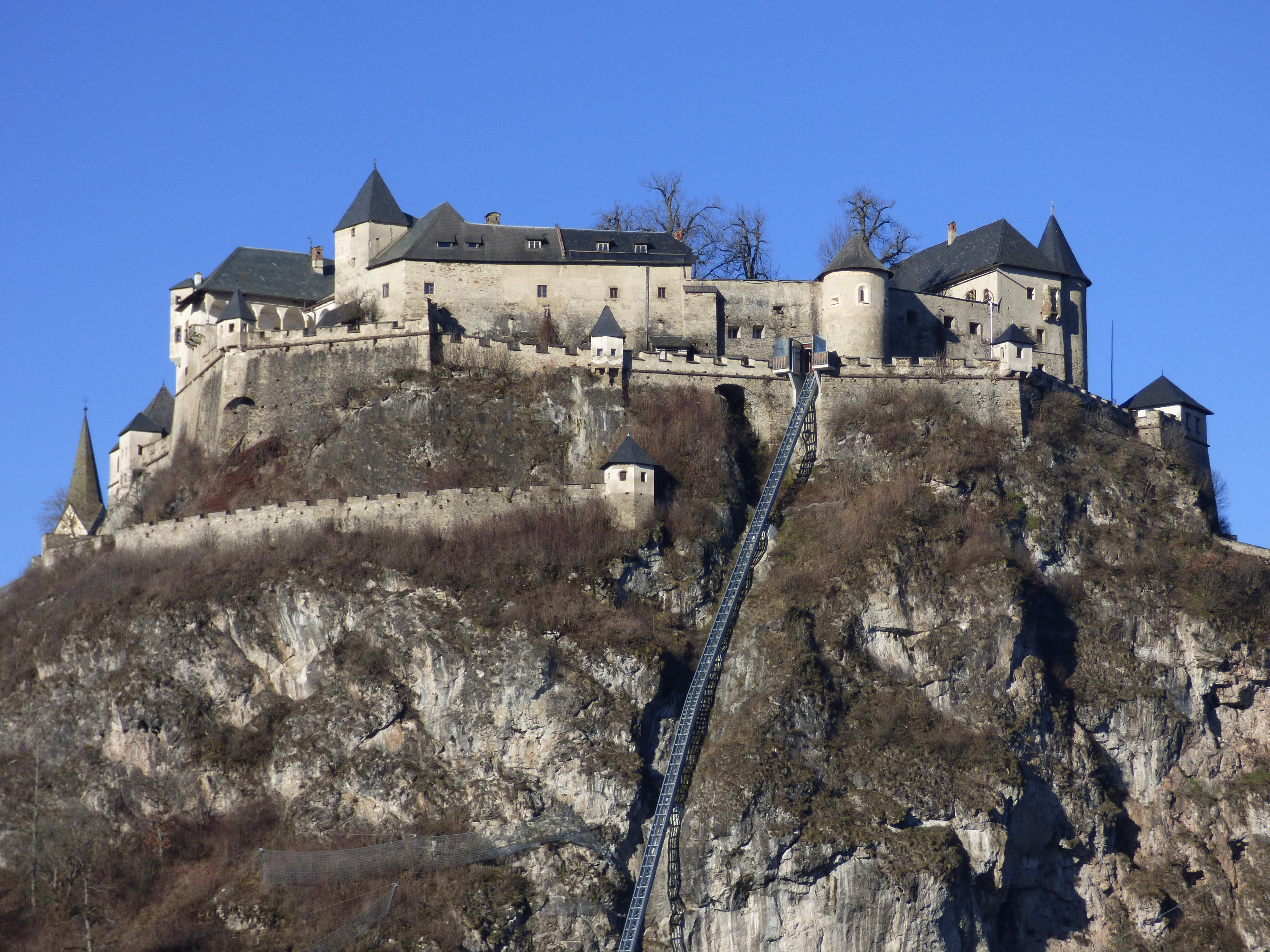
Burg
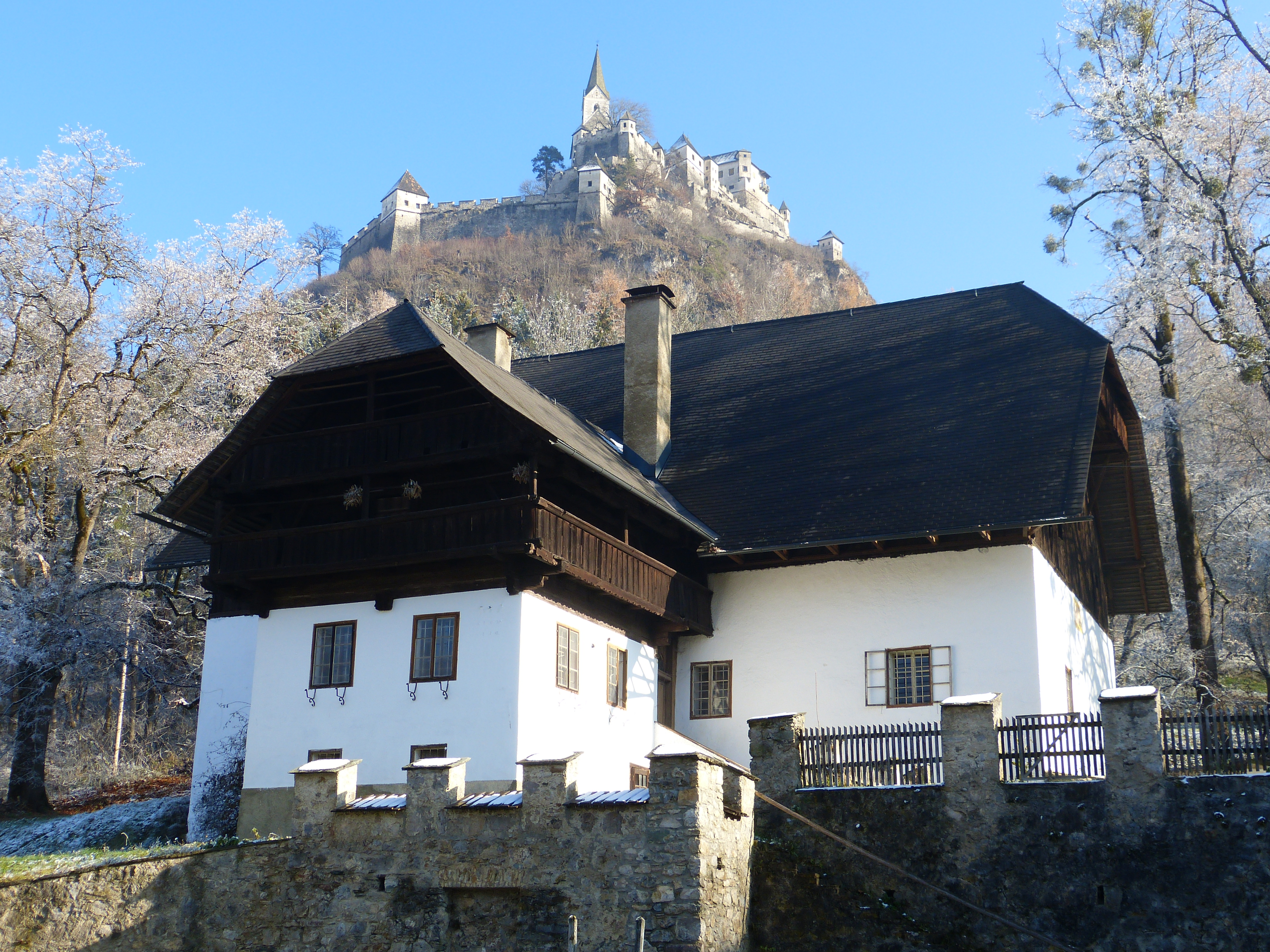
Meierhof
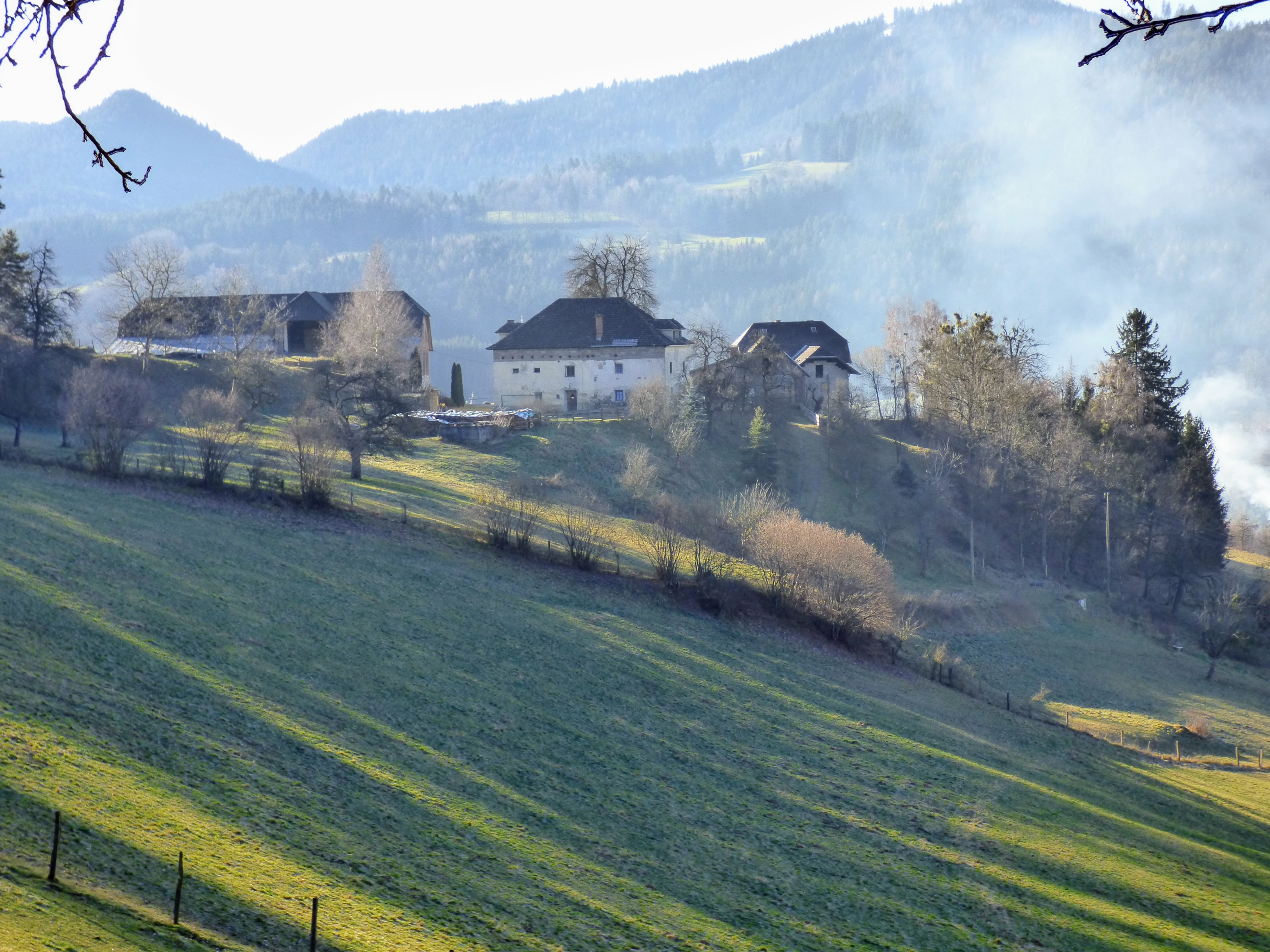
Raabbauer
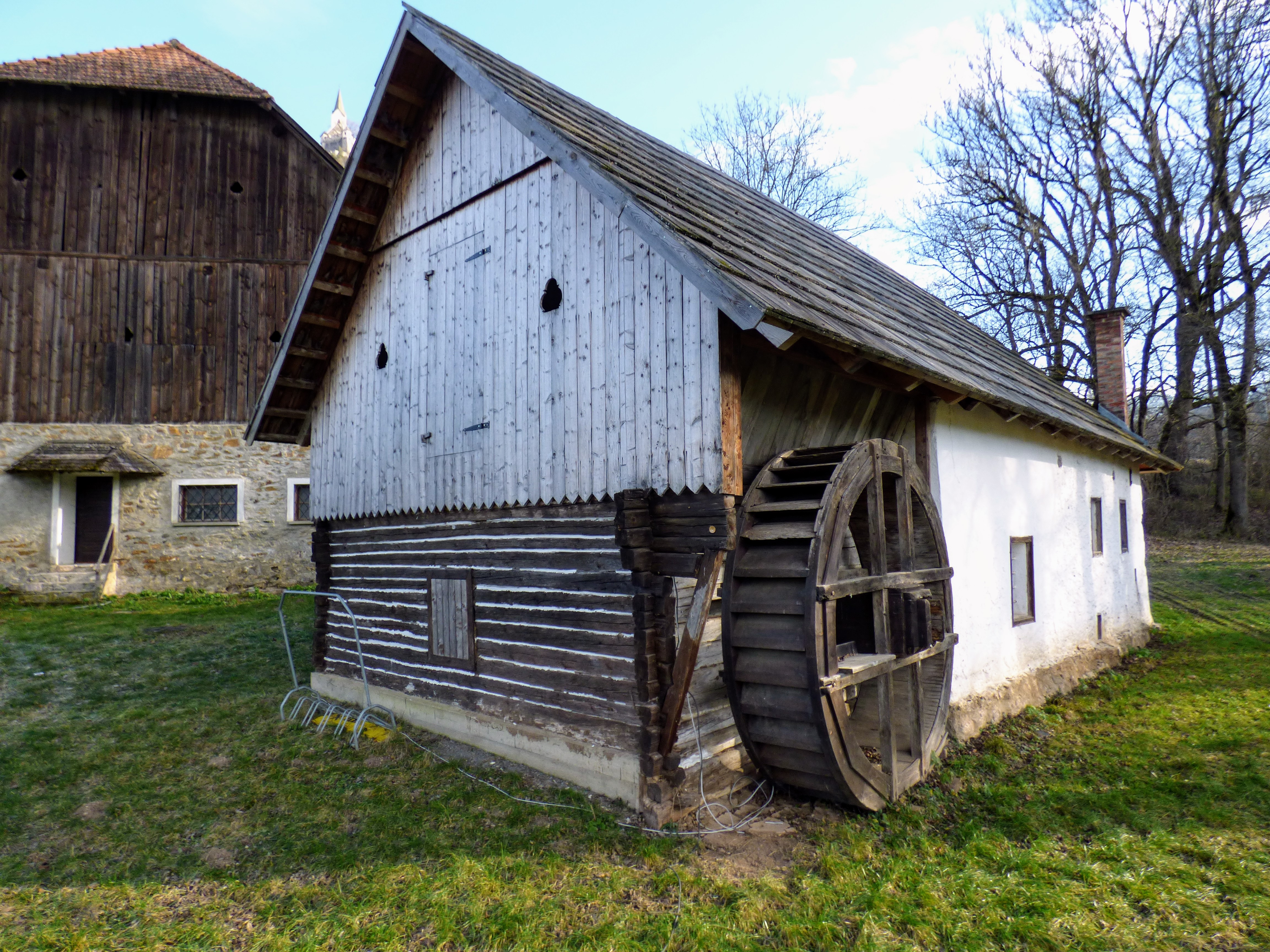
Alte Mühle